# Evippomma plumipes
Evippomma plumipes är en spindelart som först beskrevs av Roger de Lessert 1936.  Evippomma plumipes ingår i släktet Evippomma och familjen vargspindlar. Inga underarter finns listade i Catalogue of Life.